# الحمة (مأرب)

تعديل مصدري - تعديل

الحمة هي إحدى قرى عزلة ال فجيح بمديرية مأرب التابعة لمحافظة مأرب، بلغ تعداد سكانها 360 نسمة حسب تعداد اليمن لعام 2004.